# 警察医
警察医（けいさつい）とは、警察から嘱託を受けて医療業務や検屍などに従事する医師の事である。

## 概要
警察医は臨床医から任命され、医院もしくは自宅の属する所轄警察署の嘱託を受けて医師免許を必要とする警察業務（被疑者の採血等）を行う。監察医制度のない都道府県においては異状死体の検案も警察医の嘱託業務であり、その結果事件性があると判断された場合には司法解剖が行われ、それ以外の場合は警察医が外表所見のみから死因を推定し、死体検案書を作成する。
司法解剖は、主として大学の法医学教室で行われることが多いが、大学から離れた地域においては、警察医によって行われることも稀ではない。
警察医は、道府県警察本部長や警察署長から被留置者の診療、警察職員の健康管理、死体の検案等について嘱託を受け、警察嘱託医とも呼ばれる。所轄警察署管内の開業医等が嘱託されている場合が多い。ただし、本来的な業務は被留置者の診療と警察職員の健康管理であり、死体の検案は本来的な業務ではない。警察医に特段の資格は必要とされておらず、監察医とは異なり法医学の知識も格別必要とされているわけではない。そのため、死体検案に不慣れな警察医も少なくないようである。日本法医学会が平成11年から死体検案認定医制度を実施しているが、認定医資格を有する警察医はまだ僅かである。各都道府県の警察医会が、研修会を実施して警察医の検案能力の向上に努めている。警察医の人数は、平成18年4月1日現在、全国で3,357名である。

## 検案
- 警察に異状死体が届けられる
- 検視官による検視が行われる。
- 警察医に検案要請が出される。
- 警察医が検案を行う
- その結果に基づき、死体検案調書、死体検案書（死亡診断書）を作成する
  - 死因が確定した場合は、死体は遺族に引き渡される
  - 死因が特定できなかった場合、行政解剖が行われる
- 検案によって死体に犯罪性が見つかれば、死体は司法解剖に回される。

## 検案の根拠法令と医師の義務
- 作成交付義務

医師法19条2項により、検案を行った医師は遺族に死体検案書（死亡診断書）を速やかに交付する義務がある。
医師法20条1項により、医師は自ら検案をしないで死体検案書を交付してはならない。
- 異状死体等の届出義務

医師法21条により、死体に異状があった場合には、検案した医師は24時間以内に所轄警察署に届け出る義務がある。

## 死体検案書と死亡診断書
治療中の患者がその傷病で死亡した場合は、死亡診断書が作成される。死亡診断書は歯科医師も作成発行する事ができる。それ以外の場合には、死体検案書が作成される。変死の疑いがある場合は、警察が検視を行うことになる。なお、歯科医師は検案を行えない。

## 問題点
- 監察医制度は、制度導入年である1947年の人口上位7都市（→参照）、すなわち、東京23区・大阪市・京都市・名古屋市・横浜市・神戸市・福岡市に導入された。後に横浜市・京都市・福岡市[6]で同制度は廃止され、2020年現在、残る東京23区・大阪市・名古屋市・神戸市の4都市で運用されている[7]。ただし、同制度が正常に機能している地域は、東京、大阪、神戸のみであるという指摘がある[8]。
- 監察医制度が置かれていない地域では、警察医が検案が行っているのが現状である。ただし、本来的な業務は留置された被疑者の診療と警察職員の健康管理であり、検案は本来的な業務ではない[4]。
- 警察医は、警察署が置かれている地域で、内科または外科を専門とする医師の中から選ばれており[9]、監察医とは異なり法医学の知識も特に必要とされているわけではなく、検案に不慣れな警察医も少なくないようである[4]。
- そのため、検案の誤診率が非常に高く、監察医制度が整備されていない現状は死因究明制度上、不備があると言わざるを得ない。
- 結果、近年では数年前には事故死とされていたケースが、情報開示による資料を海外監察医が調査し、他殺の可能性ありと再調査される場合もある。